# Benassal
Benassal település Spanyolországban, Castellón tartományban. Benassal Hølås, Culla, Villafranca del Cid, Vilar de Canes és Vistabella del Maestrazgo községekkel határos. Lakosainak száma 1052 fő (2024).

## Népesség
A település népessége az elmúlt években az alábbi módon változott:
| Lakosok száma | 1387 | 1355 | 1346 | 1340 | 1264 | 1162 | 1130 | 1068 | 1055 | 1052 |
|               | 2001 | 2004 | 2006 | 2009 | 2011 | 2014 | 2016 | 2019 | 2021 | 2024 |